# Armand Matias i Guiu
Armand Matias i Guiu   (Barcelona, 27 de novembre de 1925 - Barcelona, 12 d'octubre de 2004) va ser un autor dramàtic, guionista radiofònic i escriptor de literatura infantil, entre altres activitats literàries. Armand Matias Guiu va ser conegut sobretot com a guionista, entre 1955 i 1972, del programa radiofònic infantil Tambor, que emetia Ràdio Barcelona. El programa va néixer per iniciativa de La Casa de las Mantas de Barcelona que volia esponsoritzar un programa de contes infantils. El programa va durar 18 anys durant els quals va escriure uns 7.000 guions creant personatges com el Grillo Violín, Cucarachín Multa Gorda o el Nenito Cascarrabias. En 1953 el primer Premi Ondas. També van tenir gran popularitat els seus texts humorístics Diálogos para besugos publicats a partir del 1951 a El DDT (Editorial Bruguera) i passant per diferents publicacions fins que arriba a Mortadelo (Editorial Bruguera) els anys 1980. Posteriorment va conèixer al director de Fotogramas i va començar a fer de crític teatral.
Com a autor ha publicat més de 30 llibres, com a dramaturg ha estrenat 25 comèdies, en català i en castellà, ha "radiat" uns 16.000 guions radiofònics per a diferents emissores, i ha escrit 13 guions cinematogràfics portats a la pantalla.

## Obra

### Obra dramàtica
Entre altres:
- 1950, 1 abril. Casada...però més!, amb col·laboració de Lluís Coquard. Estrenada al teatre Romea de Barcelona.
- 1961. Una familia en desorden, amb Josep Sazatornil. Teatre Panam's de Barcelona
- 1970, 3 febrer. Cap de setmana amb senyora. Estrenada al teatre Romea de Barcelona.
- 1971, 7 desembre. Un marit de dia. Estrenada al teatre Romea de Barcelona.
- 1973, juliol. Sorpresa en noche de bodas, amb Josefina Güell i Carles Lloret. Estrenada al teatre Romea de Barcelona.

### Literatura juvenil
Entre altres:
- Es deia Vanessa. On és ara? (Barcanova, 2000)
- El misteri de la porta tancada (Baula, 2000)
- Carrer mogut, 25 (Meteora, 2001)
- Què se n'ha fet de la Lídia (La Busca, 2002)

### Literatura d'humor per a adults
Entre altres:
- Què penses després de fer-ho?, novel·la filosòfica en clau d'humor (Quaderns Crema, 1994)

### Obra humorística
Literària
| Anys | Títol                 | Tipus           |
| ---- | --------------------- | --------------- |
| 1951 | Diálogos para besugos | Text humorístic |
| 1959 | Cançó de rabadà       | Comèdia         |

Còmic
| Anys | Títol                                                | Dibuixant          | Publicació                     |
| ---- | ---------------------------------------------------- | ------------------ | ------------------------------ |
| 1958 | Martita y su papuchi                                 | Carrillo           | Selecciones de Humor de El DDT |
| 1959 | Les Presentamos a Berta, que siempre sueña despierta | Gosset             | Selecciones de Humor de El DDT |
| 1971 | Don Percebe y Basilio, cobradores a domicilio        | Rojas de la Cámara | El DDT                         |
| 1978 | Constancio Plurilópez                                | Tran               | Mortadelo                      |
| 1981 | Neronius                                             | Esegé              | Mortadelo                      |
| 1981 | Trotamundo                                           | Iñigo              | Zipi y Zape                    |
| 1981 | Pepe Trola                                           | Serna Ramos        | Zipi y Zape                    |
| 1986 | Marga                                                | Edmond             | Chicas                         |